# Okres Sierpc
Okres Sierpc (polsky Powiat sierpecki) je okres v polském Mazovském vojvodství. Rozlohu má 852,89 km² a v roce 2020 zde žilo 51 534 obyvatel. Sídlem správy okresu je město Sierpc.

## Gminy
Městská:
- Sierpc

Vesnické:
- Gozdowo
- Mochowo
- Rościszewo
- Sierpc
- Szczutowo
- Zawidz

## Město
- Sierpc

## Demografie
Počet obyvatel (informace z 31. března 2014):
|         | Celkem | Celkem | Ženy   | Ženy  | Muži   | Muži  |
|         | Osob   | %      | Osob   | %     | Osob   | %     |
| ------- | ------ | ------ | ------ | ----- | ------ | ----- |
| Celkem  | 53 228 | 100    | 27 094 | 50,90 | 26 134 | 49,10 |
| Město   | 18 453 | 100    | 9 735  | 18,29 | 8 718  | 16,38 |
| Vesnice | 34 775 | 100    | 17 359 | 32,61 | 17 416 | 32,72 |